# Shin Megami Tensei: Devil Survivor 2
Shin Megami Tensei: Devil Survivor 2 es un juego de rol en la franquicia de Megami Tensei desarrollado por Atlus para Nintendo DS. Es una secuela al juego de rol Shin Megami Tensei: Devil Survivor (2009) para el Nintendo DS. Se estrenó en julio de 2011 para Japón. En América del Norte tuvo lanzamiento durante febrero, y para Europa, su lanzamiento fue en octubre de 2013. Una versión mejorada para la consola Nintendo 3DS, titulada Shin Megami Tensei: Devil Survivor 2 Record Breaker, salió en el 2015.
Devil Survivor 2 tiene lugar en todo el país de Japón. Relata la historia de unos estudiantes de preparatoria que hacen un pacto que les permite invocar demonios y pelear contra misteriosas criaturas que invaden la ciudad. La narrativa puede ramificarse dependiendo de las acciones del jugador quien asume el rol de un joven domador de demonios. El juego enfatiza el uso de tácticas de acuerdo al rol del personaje. Al igual que su predecesor, se tiene que controlar varios domadores de demonios durante las batallas contra varios enemigos e ir obteniendo nuevas habilidades. Tiene nuevas adiciones como el Sistema Destino, donde el jugador puede relacionarse con otros miembros del equipo, así como habilidades mejorables de raza (tipos de demonios).
El juego fue diseñado para implementar mejoras a la primera entrega de Devil Survivor. Recibió buenas críticas en la historia y mejoras hechas, sin embargo, enfrentó puntos de vista negativos en cuanto a su alta dificultad y carencia en innovación. Ha vendido un total de 106,000 unidades. Se hicieron adaptaciones a manga y una animación televisiva por el estudio Bridge, llamada Devil Survivor 2: The Animation,  la cual se transmitió en Japón de abril a junio de 2013.

## Jugabilidad
Devil Survivor 2 es un juego de rol táctico. Al igual que el título previo de Devil Survivor, en cuanto a combate, el jugador toma el rol de domador de demonios y es libre de interactuar con otros personajes mientras el tiempo pasa o puede entrar en batallas donde el tiempo no avanza. Durante las peleas, el jugador se enfrentara contra enemigos de inteligencia artificial (IA), los cuales tiene que derrotar con el fin de cumplir ciertos objetivos como ayudar a otros personajes, a sí mismos, y al mismo tiempo se tiene que evitar entrar en condiciones que puedan provocar una "misión fallida". Al escoger la opción de "atacar" entra la fase de 3 contra 3. La batalla se presentará en primera persona y en el tradicional sistema de turnos. El jugador controla 1 humano y 2 demonios, permitiéndole al jugador realizar una acción por cada miembro. lo mismo sucede para la IA enemiga y su equipo; el combate se lleva a cabo una vez que acabe la selección de movimientos o habilidades y termina la fase de ataque. Los jugadores podrán obtener un turno extra o doble extra si ataca a los enemigos con atributos a los cuales son débiles o pega con daño crítico, y si el líder aliado o enemigo queda con 0 de vida, la batalla termina. Del mismo modo, los jugadores pueden descifrar las habilidades enemigas; una vez conocidas, se pueden añadir dichas habilidades a través de los demonios que se tenga en el equipo. Además de la fusión de demonios, se pueden ganar otros demonios, hasta un total de 24, al participar en rifas utilizando Macca (objeto adquirible al terminar una batalla).
Afuera de batalla, el jugador puede explorar el país o salvar el juego. Devil Survivor 2 cuenta con una nueva característica llamada "Sistema Destino"; el jugador podrá desarrollar relaciones con otros personajes, empezando por el nivel 0. Mientras más alto sea el nivel de la relación, más eficiente será dicho personaje en batalla y podrá compartir sus habilidades. Durante el sexto día dentro del juego, el jugador tendrá que escoger un final el cual puede desbloquear al responder preguntas de otros personajes o ayudándolos en batalla

## Narrativa

### Espacio y personajes
El juego tiene lugar en varios lugares de Japón que se encuentran en destrucción por manos de los demonios. El equipo principal cuenta con un personaje joven y silencioso, cuyos pensamientos y acciones son controladas por el jugador. Inicialmente acompañado por su mejor amigo Daichi Shijima y la apologética Io Nitta. Los tres son encontrados por una mujer llamada Makoto Sako, miembro de la  organización gubernamental secreta JP's, dirigida por el joven Yamato Hotsuin. Conocen a Fumi Kanno, una científica que lleva la dirección de Nagoya, una ramificación de JP's; Hinako Kujou, una despreocupada bailarina; Keita Wakui, un boxeador obsesionado con volverse más fuerte; Jungo Torii, un chef con la peculiaridad de ser callado; Airi Ban, una chica muy carismática; Otome Yanagiya, una física a cargo de la zona de Ozaka; Yuzuru "Joe" Akie, un hombre asalariado, y Ronaldo Kuriki, un detective que se opone a la organización de JP's. Del mismo modo, a lo largo del juego, el protagonista se encuentra con un hombre al cual solo se le conoce como El Angustiado.

### Narrativa
Devil Survivor 2 comienza con el protagonista y su amigo, Daichi, regresando de un examen prueba/simulado, acompañados de su compañera Io. Los reciben un correo en sus teléfonos proveniente de Nicaea, una página que advierte/notifica a sus usuarios de la muerte de algún amigo. El correo muestra un video de ellos muriendo en un extraño accidente de metro. Inmediatamente después de ver el video, la escena sucede, pero los estudiantes sobreviven tras ser contactados por un ente de Nicaea. Tan pronto habilitaron la aplicación es sus celulares, más demonios comenzaron a aparecer y atacarlos directamente. El protagonista junto con Daichi e Io, derrotan a los demonios y después de su experiencia se vuelven Convocadores de Demonios, de esa forma invocan a estas criaturas para que los ayuden en batalla, sin embargo, no lo hacen sin antes proponer un trato que tiene que completarse para poder recibir ese apoyo.
Al escapar del metro, se encuentran con una criatura catalogada como un Dubhe, un ser que es hostil contra los humanos. Una vez que derrotan a estos entes con sus invocaciones, el grupo conoce una organización secreta llamada JP's dirigida por un adolescente de 17 años, Yamato Hotsuin, quien les revela que Japón, y posiblemente todo el mundo, está siendo invadido y atacado por unas criaturas conocidas cómo Septentriones, el ser colectivo de todas las especies lleva el nombre de las estrellas que se encuentran en la Osa Mayor con Dubhe siendo una ellas. El equipo del protagonista decide unirse a JP's con el fin de derrotar a los Septentriones y prevenir destruyan el sistema de defensa que desarrollado por la misma organización que cumple con la función de salvaguardar pequeñas ciudades de Japón que no habían sido devastadas en su totalidad, estas incluyen: Tokio, Osaka, Nagoya y los territorios vecinos. Mientras confrontan a los Septentriones y juntan a sus aliados, el protagonista esta bajo una constante advertencia de videos que relatan la muerte inminente de sus amigos , por lo cual debe de encontrar una forma de evitar esos escenarios antes de que sucedan ya que si falla, no podrá recuperarlos jamás. Otro obstáculo se presenta cuando Ronlado Kuriki, un líder del grupo Rebelde de Invocadores se opone a los métodos de la organización JP's.
El protagonista se encuentra con una figura enigmática llamada "El Angustiado", quien creó el sistema de Invocación Demoniaca para ayudar a los invocadores a evitar su muerte predestinada. Luego aprende que los Septentriones tratan de destruir la barrera protectora de Japón para que aparezca el "Vacío", una sustancia negra que consume ciudades. De acuerdo con Yamato, los Septentriones son realmente una prueba mandada por Polaris, quien planea exterminar a la raza humana. El Angustiado revela que Polaris es un entidad divina que controla el destino de diferentes mundos paralelos y que en lugar de eliminar al mundo, quiere recrearlo. Una vez que todos los Septentriones sean derrotados, Polarias aparecerá ante la humanidad y escuchará lo que tenga que decir.
Después de derrotar al sexto Septentrione, Mizar, y bajo la amenaza de una condena cuando tuvieron que desconectar las Corrientes Dragon que protegían las ciudades de JP's para acabar con la criatura, los compañeros del protagonista se dividen en tres grupos: uno dirigido por Yamato, que busca usar a Polaris para crear una sociedad meritocrática, donde cada individuo tenga un valor de acuerdo a lo que ha hecho en la vida; otro donde Ronaldo tiene la visión de una sociedad igualitaria en la cual no existan distinciones entre las personas; el último con Daichi al mando, persiguen el ideal de que todos cooperen para alcanzar a un futuro mejor. El protagonista tiene la opción de unirse a un bando o no afiliarse con nadie, convenciendo al  Angustiado de que lo ayude a vencer a Polaris y asegurar que la humanidad pueda escoger su propio destino sin que su decisión se vea afectada por una fuerza externa, o juntando fuerzas con cada facción y unirlas para restaurar el mundo. Cuando toma la decisión, el protagonista debe pelear contra otras facciones o convencerlos de que se unan a su causa.
Mientras tanto, cuando el equipo del protagonista está peleando con el último Septentrione, este resulta ser El Angustiado, Alcor. Al derrotar las otras facciones y a Alcor, el grupo entra en batalla con Polaris, seguido de su victoria sobre la divinidad, el mundo cambiara dependiendo de las decisiones que se hayan tomando a lo largo del juego. Si el jugador decide seguir la línea de Yamato o Ronaldo, convencen a Polaris de que cambie el mundo hacia la visión deseada de estos dos líderes. Si escoge a Daichi, se puede convencer a Polaris de que regrese al mundo un día antes de la invasión o asesinan al ente divino y regresan para empezar de cero su mundo en ruinas. Si el jugador toma la opción de seguir al Angustiado, ellos matan a Polaris y el Angustiado toma el lugar como nuevo Administrador de la Humanidad, y repara al mundo.

## Desarrollo
Shin Megami Tensei: Devil Survivor 2 fue publicado y desarrollado por Atlus, fue anunciado por primera vez en la revista Famitsu, marzo de 2011. Su director Shinjiro Takada dijo que la jugabilidad de los juegos previos a este título fueron mejoradas para que el público notara los cambios. También mencionó que esperaba que los jugadores terminaran el juego más de una vez. Los personajes humanos los diseñó Suzuhito Yasuda y los demonios fueron creados por Kazuma Kaneko. Asimismo, los Septentriones fueron diseño del artista de manga Mohiro Kitoh.
Devil Survivor 2 se estrenó en América del Norte por Atlus, el 28 de febrero de 2012. Para el lanzamiento en Europa, Ghostlights anunció que ellos manejarían la publicación y su estrenó en abril de 2012, sin embargo, tuvo que retrasar la salida debido a que la compañía declaró "el mercado para juegos de DS está muy complicado en este momento". En febrero de 2012, Ghostlights reveló que tienen pensado un lanzamiento limitado de copias del juego. La compañía puso un objetivo de 1,800 preventas antes del 30 de agosto de 2013. Si el objetivo se lograba, el juego saldría a finales de septiembre de 2013. No obstante, el objetivo no se logró en agosto, como se tenía pensando. En su lugar, se aplazó a septiembre de 2013 donde sí se alcanzó la meta y tuvo su estrenó en octubre del mismo año.
Siguiendo la popularidad del juego, como sus predecesores, un libro de arte del juego salió en junio de 2011, se tituló Devil Survivor 2 Official Design Works. Este libro contiene el desarrollo de la historia, arte conceptual y los perfiles de los personajes, diseños de los Septentriones, el arte utilizado para crear el ambiente de fondo, todo los finales con pequeñas fotos de pantalla y otras cosas relacionadas con información más específica del juego.

### Música
La música y sonidos Devil Survivor 2 la compuso Kenji Ito, quien es más reconocido por su rolo en la franquicia de SaGa, y el equipo de sonido de Atlus (Kenichi Tsuchiya, Atsushi Kitajoh, Ryota Kozuka, and Toshiki Konishi). La banda sonora original contiene 35 pistas, y salió el 24 de agosto de 2011. Otro disco "especial de música" tuvo estreno el 23 de marzo de 2014. La canción de apertura es "World of Illusions" por Kinuco Saga
Las canciones de Devil Survivor 2: Record Breaker contiene arreglos del juego original, así como nuevas composiciones por Shoji Meguro. Una banda sonora que cuenta con 4 canciones nuevas de Meguro y se incluyó el disco como parte de un bono de preventa tanto en Japón como en América del Norte. Salió en el 220 de julio de 2015.

## Nueva versión
Una versión mejorada del juego, Devil Survivor 2: Record Breaker (デビルサバイバー2 ブレイクレコード Debiru Sabaibā Tsū Bureiku Rekōdo?), fue anunciado en marzo de  2013 para el Nintendo 3DS. Su escenario, el Arco Triangulum se presenta después del final del juego original Devil Survivor 2. Sigue a un nuevo demonio, así como un nuevo personaje asociado con JP's. Por problemas de permisos y traducción, el juego retrasó su salida de otoño 2013 a enero de 2015. Este incluye personajes de Durarara!! como contenido descargable junto con misiones de supervivencia, mapas para principiantes y mapas a pagar.

### Arco Triangulum
Los eventos del Arco Triangulum suceden después del último día del Arco Septentrione. El arco continua la ruta ideal del juego original, donde el protagonista se une con Daichi y reclutan a todos, incluyendo al Angustiado, para que los ayude a matar a Polaris. Una vez que Polaris es derrotado, el Angustiado utiliza el Trono Celestial para restablecer el mundo después de acceder a los datos antiguos dentro del Registro Akáshico y regresar al mundo a su estado orginial antes de los eventos del juego. 
El martes, Daichi les muestra al protagonista e Io el Nicae ver.2.0. Después de la escuela, durante un concierto por Airi y Hinako en la Torre del Cielo, el grupo recibe unos fragmentos de video que relatan su muerte. Cuando comienza el concierto, los eventos que aparecen el los videos suceden, criaturas parecidas a los Septentriones se manifiestan arriba de la torre y atacan. Utilizando el Nicae, el protagonista invoca demonios y recupera las memorias de sus amigos sobre las batallas previas, para evitar su muerte. Al conocer a Makoto y Otome, se enteran de que la criatura que los atacó fue Denebola, uno de tres invasores, el Triangulum. A diferencia de Polaris y de los Septentriones, el Triangulum tiene el objetivo de erradicar a la humanidad por completo. También descubren que Yamato dejó de existir en ese mundo, lo reemplaza una chica llamada Miyako Hotsuin como líder de JP's; se desconoce el paradero del Angustiado. El grupo recluta a Airi y Hinako para derrotar a Denebola, y es capturado por Miyako. El equipo accede a trabajar con Miyako a cambio de su cooperación para localizar a sus viejos amigos y brindar protección para sus familias. Miyako les ordena no confrontar al Triangulum.   
Esa noche, todo el grupo, exceptuando al protagonista, tienen pesadillas donde los mata el tercer Triangulum, Acturus, Yamato y el Angustiado apenas pueden derrotarlo, y el protagonista no aparece en el sueño. El protagonista se reúne con Jungo, Keita, Joe y Ronaldo. Mientras combaten al segundo Triangulum, Spica, y sus brotes, el cuerpo del protagonista comienza a desvanecerse. Él y sus amigos comienzan a dudar de las intenciones de Miyako después de que descubren el núcleo de Denebola debajo del laboratorio en la base Osaka. Las dudas aumentan tan prono Miyako captura a Spica antes de que el equipo pudiera matarlo. Con la ayuda de Fumi, se meten a un laboratorio subterráneo debajo de la Torre del Cielo donde encuentran al Angustiado encarcelado en un estado catatónico. Miyako los atrapa y los arresta, pero el equipo es salvado por Otome y Makoto. Se separan de JP's y se dirigen hacia su ramificación en Nagoya para utilizar esa base de operaciones. Regresan a escondidas a Tokio y por poco tiempo el Angustiado despierta para decirles que Yamato existe en ese mundo, está vivo y se encuentra en el Estrato de Akasham, mencionó que pelearon contra Arcturus. Debido al poder de la Corriente de Dragon que posee Yamato, este es imperativo para liberar al Angustiado; el grupo se dirige hacia Akasha para traer a Yamato y salvarlo, pues recibieron un video con su muerte relatada.     
Al reunirse con Yamato, el revela que el mundo en el que están, de hecho es el tercer mundo. Cuando reiniciaron el mundo, el Triangulum apareció y atacólos datos del protagonista, que se guardaban en el Registro de Akáshico, con el fin de borrarlo de la existencia. La pesadilla que experimentaron es en realidad una memoria del segundo mundo donde todos ellos fueron asesinados por Arcturus. Yamato y el Angustiado, reinician el mundo, pero Yamato decide quedarse en el Estrato de Akasham para evitar los ataques continuos del Triangulum sobre los datos del protagonista y usar el sistema de recuperación, el Astrolabio, y de esa forma prevenir la desaparición del protagonista en el tercer mundo. Una vez que el equipo derrota a Arcturus, Miyako revela que sus intenciones eran sacrificar al grupo para transferir la Autoridad Administrativa del Angustiado, que obtuvo al derrotar a Polaris, a ella. Si el jugador acepta la proposición de Miyako, como se explica en otras rutas de juego, sus acciones resultan en 2000 años de paz para la humanidad antes de que el nuevo Administrador aparezca, que tiene un mayor rango que el Angustiado, lo sustituya en el poder y destruya la humanidad. Si el jugador niega el plan de Miyako, ella revela que es el cuarto Triangulum, Cor Caroli. Al derrotarla declara que todo lo que ha pasado ha sido causado por el Creador, Canopus, un Administrador similar a Polaris que cumple con la función de arreglar los "errores" que ocurren dentro del Registro Akáshico. La creación del Triangulum fue una respuesta ante el primer reinicio del mundo, ya que la destrucción de Polaris dejó sin Administrador al Registro Akáshico, causando que Canopus decidiera que la humanidad es demasiado peligrosa y debía ser destruida. El equipo convence a Miyako de que se una a ellos y destruyan a Canopus.    
Después de vencer a Canpus, al protagonista se le ofrecen tres opciones sobre el destino del mundo. Si selecciona la idea de Ronaldo, el equipo reinicia el mundo con el fin de combatir a todos los Administradores hasta que los destruyan o se rindan en su objetivo de destruir la raza humana. Si se escoge el camino del Angustiado, el protagonista sacrifica su humanidad para volverse Administrador y traer paz sobre la humanidad. Al decidir por el camino de Yamato, el equipo crea un nuevo mundo libre del Registro Akáshico, de esa forma no habrá invasores ya que estos dejarán de existir, la condición decide en no poder reiniciar el mundo nunca más y perder al Angustiado y Miyako (al menos que el jugador haya alcanzado el último nivel de relación con ellos, provocando su reencarnación como humanos ordinarios).

## Media

### Manga
Continuando con la popularidad del juego, Devil Survivor 2 -Show Your Free Will- obtuvo una adaptación a historieta japonesa. Escrito por Nagako Sakaki, el artista para la historieta de Devil Survivor 2, comenzó su serialización en la revista Comic Earth Star de Earth Star Entertainment el 12 de septiembre de 2011. Otra historieta está en proceso de imprenta, pero como parte de la versión animada. Una novela ligera centrada en la historia de Yamato Hotsuin también fue publicada.

### Animación
Una serie televisiva animada se transimitió en MBS del 5 de abril de 2013 hasta el 28 de junio de 2013; en la página Crunchyroll se transmitió simuátaneamente con la versión televisiva. Fue producida por el estudio Bridge y dirigida por Seiji Kishi quien también dirigió la adaptación animada de Shin Megami Tensei: Persona 4. Makoto Uezu estuvo  acargo del guion y Kotaro Nakagawa como responsable de la banda sonora. La serie se estrenó en DVD y en Blu-ray por volúmenes, la primera entrega tenía el primer episodio, así como un CD extra con las canciones originales el vulúmen 1. Los siguientes volúmenes tendrán dos episodios cada uno y se desconoce el contenido del CD extra. La licencia para la animación fue otorgada por Sentai Filmworks en América del Norte, MVM Entertainment en el Reino Unido y Hanabee Entertainment en Australia. La canción de introducción es "Take Your Way" por Livetune en colaboración con Fukase, y la canción del final "Be" por Song Riders.

## Recepción
El juego en general tuvo una buena recepción, consiguiendo un puntaje de 79/100 en Metacritic, basado en sus veintiún comentarios acerca del mismo. A pesar de que la profundidad de la historia y calidad del sistema de combate fueran elogiados, hubo críticas de que era injustamente difícil. Heidi Kemps de GameSpot elogió que las acciones del jugador tuvieran consecuencias y comentó que "Devil Survivor 2 es un buen juego. El combate es estratégico y entretenido: amasar y preparar a tus compañeros demonios es muy divertido; la historia está llena de personajes memorables, así como eventos que mantenían tu mirada pegada a ambas pantallas." Mike Moehnke, de RPGamer, declara "Devil Survivor 2 continúa siendo una experiencia adictiva en gran parte de su duración." Dustin Chadwell, un escritor para Gaming Age, felicitó la historia al ver que los personajes de Devil Survivor 2 eran más agradables que los del antiguo juego, lo cual influyó en su gusto por la narrativa. No obstante, hubiera preferido que Atlus le diera a la jugabilidad más cosas para hacer el juego aún más innovador.
El Sistema Destino fue bien recibido por ayudar a darle vida a los personajes, declara RPGamer, sin embargo, RPGFan encontró que a menudo "casi se convierte en un 'cuasijuego' de citas" debido a las decisiones que el jugador tiene que tomar para incrementar los puntos de relación. Dale North, de Destructoid, notó que el Sistema Destino parecía haber sido influido por la última entrega de los juegos Shin Megami Tensei: Persona y fue le felicitó por sus efectos en la historia del juego y jugabilidad. La parte final del juego fue muy criticada por el incremento en la dificultad, el crítico de Gaming Age no lo recomienda para jugadores poco tolerantes a las batallas difíciles.
Estuvo en constante comparación con su predecesor, Shin Megami Tensei: Devil Survivor. A pesar de hallar varias similitudes entre Devil Survivor 2 y su predecesor, Jeremy Parish, de 1UP.com, destaca: "Quizás la sorpresa más grata de Devil Survivor 2 es que no se siente como un paso hacia atrás sin importar que su precursor fue portado al 3DS." Amanda L. Kondolojy, de Cheat Code Central, menciona: "Pese a que la estructura es casi la misma, ahora se ven elementos clave en la historia" y procede a criticar la gran cantidad de similitudes entre ambos juegos. Dale North encuentra que hay varias mejoras en el juego, declara: "Me complace informar que Devil Survivor 2 es más de lo mismo, esta vez trae consigo una mejor historia, mejores personajes, más demonios para conseguir y una mejoría en la jugabilidad." Bob Richardson, de RPGFan, criticó que "no hay nada nuevo" a pesar de citar "Hay gran variedad, muchas opciones de diálogo y caminos, una jugabilidad desafiante."
Devil Survivor 2 vendió 63 000 copias en su primera semana de lanzamiento. Al finalizar el año ya se habían vendido 99 748 unidades en Japón. En octubre de 2011 Atlus anuncia que el juego alcanzó un total de 106 000 unidades vendidas. Devil Survivor 2: Record Breaker vendió 53 264 copias en su primera semana de estreno en Japón.